# Världsmästerskapet i bandy för damer 2008
Världsmästerskapet i bandy för damer 2008 var det fjärde världsmästerskapet i bandy för damer och spelades i Borlänge, Grängesberg och Karlsbyheden i Sverige 13-16 februari 2008. Sverige vann turneringen, efter finalseger med 5-2 mot Ryssland på Tunets IP medan Finland slog Norge med 5-3 i matchen om bronsmedaljerna.
Att turneringen skulle spelas i Sverige beslöt världsbandyförbundet FIB på sin kongress i Kemerovo i Ryssland den 3 februari 2007. Invigningsceremonin skedde i Kupolen i Borlänge den 12 februari 2008 klockan 18.00.

## Gruppspel
| Lag      | M | V | O | F | GM | IM | +/- | P  |
| -------- | - | - | - | - | -- | -- | --- | -- |
| Sverige  | 6 | 6 | 0 | 0 | 51 | 1  | 50  | 12 |
| Ryssland | 6 | 5 | 0 | 1 | 31 | 8  | 23  | 10 |
| Finland  | 6 | 4 | 0 | 2 | 28 | 18 | 10  | 8  |
| Norge    | 6 | 2 | 1 | 3 | 10 | 15 | -5  | 5  |
| Kanada   | 6 | 1 | 2 | 3 | 10 | 18 | -8  | 4  |
| USA      | 6 | 1 | 1 | 4 | 5  | 28 | -23 | 3  |
| Ungern   | 6 | 0 | 0 | 6 | 0  | 47 | -47 | 0  |

### Onsdag 13 februari 2008
- 08.00  Finland- Ungern 14-0 (Grängesberg)
- 10.00  Norge- USA 1-0 (Grängesberg)
- 12.00  Sverige- Kanada 10-1 (Grängesberg) (invigning)
- 14.00  Ryssland- Finland 9-1 (Grängesberg)
- 16.00  Norge- Ungern 7-0 (Grängesberg)
- 18.00  Sverige- USA 13-0 (Grängesberg)
- 20.00  Kanada- Ryssland 1-3 (Grängesberg)

### Torsdag 14 februari 2008
- 08.00 USA-Finland 1-5 (Borlänge)
- 10.00 Ungern-Sverige 0-7 (Borlänge)
- 12.00 Kanada-Norge 1-1 (Borlänge)
- 14.00 USA-Ryssland 0-9 (Borlänge)
- 16.00 Sverige-Finland 7-0 (Borlänge)
- 18.00 Ungern-Kanada 0-7 (Borlänge)
- 20.00 Ryssland-Norge 2-0 (Borlänge)

### Fredag 15 februari 2008
- 08.00 Ungern-USA 0-4 (Karlsbyheden)
- 10.00 Sverige-Ryssland 6-0 (Karlsbyheden)
- 12.00 Norge-Finland 1-4 (Karlsbyheden)
- 14.00 USA-Kanada 0-0, 2-1 efter extrastraffar (Karlsbyheden)
- 16.00 Ryssland-Ungern 8-0 (Karlsbyheden)
- 18.00 Norge-Sverige 0-8 (Karlsbyheden)
- 20.00 Finland-Kanada 4-0 (Karlsbyheden)

### Lördag 16 februari 2008
- 08.00 Match om 5:e pris Kanada-USA 2-0 (Borlänge)
- 10.00 Match om 3:e pris Finland-Norge 5-3 (Borlänge)
- 14.00 Final Sverige-Ryssland 5-2 (Borlänge)

## Skytteliga
De främsta målskyttarna i VM var:
|   |          | Spelare            | Mål |
| - | -------- | ------------------ | --- |
| 1 | Sverige  | Johanna Pettersson | 20  |
| 2 | Finland  | Miska Suves        | 14  |
| 3 | Ryssland | Tatiana Talalenko  | 10  |
| 4 | Sverige  | Mikaela Hasselgren | 9   |
| 5 | Sverige  | Emma Kronberg      | 8   |
| 6 | Sverige  | Anna Jepson        | 7   |

## Övrigt
Ungern har under de två första VM-turneringarna de deltagit i (12 spelade mästerskapsmatcher) ännu inte lyckats göra ett enda mål framåt.

### Fotnoter
1. ↑  Hanna Wennerholm (9 mars 2008). ”VM i Dalarna 2008”. Svenska bandyförbundet. Arkiverad från originalet den 4 mars 2016. https://web.archive.org/web/20160304214750/http://www.svenskbandy.se/LANDSLAG/DAMLANDSLAGET/SASONGEN200708/VMiDalarna2008/. Läst 3 januari 2016.